# Mercedes Dorame
Mercedes Dorame, née à Los Angeles, est une médiatrice culturelle et photographe autochtone américaine.

## Biographie
Mercedes Dorame est membre de la tribu des indiens Gabrielino Tongva, originaire de la Californie. Elle est diplômée d’un Master of Fine Arts de San Francisco Art Institute et d’un Bachelor de l’Université de Californie à Los Angeles (UCLA).  
En qualité d'artiste, elle explore les thèmes de la justice politique et sociale pour transmettre les défis de la vie dans un lieu qui a appartenu à ses ancêtres, un lieu auquel elle se sent liée mais auquel elle n'a pas accès physiquement. Mercedes Dorame a été consultante en ressources culturelles sur les sites Tongva du bassin de Los Angeles pendant vingt années, travaillant notamment avec sa communauté pour enterrer ses ancêtres dans le respect des directives du Native American Graves Protection and Repatriation Act (NAGPRA). 
Mercedes Dorame vit et travaille entre Los Angeles et Tijuana. 

## Carrière artistique
Mercedes Dorame utilise la photographie pour travailler sur la construction culturelle, réimaginer et se connecter à sa culture tribale Gabrielino-Tongva et apporter une visibilité à l'expérience indigène contemporaine. Les Tongvas sont les premiers habitants de l'actuel emplacement de la ville de Los Angeles. Leur territoire s’étend alors de Malibu à San Bernardino en passant par Aliso Creek. La tribu habite le bassin de Los Angeles pendant plus de huit mille ans, et est officiellement reconnue comme une tribu indigène par l'État de Californie en 1994. Non reconnu au niveau fédéral, la tribu est caractérisée en tant que groupe collectif, et ne peut bénéficier d'un accès limité au financement fédéral, tout comme à des terres réservées pour leur installation,,. 
La photographe est titulaire de subventions et de bourses, dont la Loop Artist Residency du programme de bourses de photographie pour les nouvelles œuvres d'Em Foco Fotografia, de la Galería de la Raza pour son exposition personnelle, de la Harpo Foundation pour une résidence au Vermont Studio Center et du département de photographie du San Francisco Art Institute pour ses études de maîtrise en beaux-arts,. Ses écrits et ses photographies ont été publiés dans des ouvrages tels que News From Native California et 580 Split.
Pour le projet Made in L.A. 2018, Mercedes Dorame entremêlé deux corps de photographie et réalise une installation sculpturale. La première série se concentre sur la maison de ses grands-parents non amérindiens dans les collines de Malibu, où elle a passé une grande partie de son enfance. Sa deuxième série de photographies documente son époque de consultante en ressources culturelles. Les consultants en ressources culturelles sont des autochtones engagés pour identifier et parfois collecter des artefacts, des matériaux et même des sites d'enterrement de masse dans des zones en pleine construction et développement,.   

## Expositions
Mercedes Dorame expose son travail au niveau international et fait partie des collections permanentes du San Francisco Museum of Modern Art, du Phoebe A. Hearst Museum of Anthropolog, du Hammer Museum, du Triton Museum, du Allen Memorial Art Museum, du musée de Saisset, ou encore de la collection de la Fondation Montblanc,,,,.   

## Reconnaissance
Mercedes Dorame est lauréate du prix Phelan, le prix John Collier, le prix Paul Sack et le prix de la meilleure exposition pour son livre auto-publié Living Proof. Elle a également été honorée par l' l’Université de Californie à Los Angeles dans le cadre de l'initiative du centenaire célébrant les anciens élèves de l'UCLA sous l'intitulé Our Stories Our Impact, et fait partie de l’exposition Made in LA 2018, organisée lors de la biennale du Hammer Museum,. 